# Siren (album)
| Recensione                        | Giudizio        |
| --------------------------------- | --------------- |
| AllMusic                          | [ 4 ]           |
| Robert Christgau                  | A-              |
| The New Rolling Stone Album Guide | [ 6 ]           |
| Sputnikmusic                      | 4.0 (Excellent) |
| Piero Scaruffi                    | [ 8 ]           |
| Dizionario del Pop-Rock           | [ 9 ]           |
| 24.000 dischi                     | [ 10 ]          |

Siren  è il quinto album in studio del gruppo musicale glam rock inglese Roxy Music, pubblicato nel 1975.
L'album è collocato nella posizione numero 374 dei migliori 500 albums di tutti i tempi dalla rivista Rolling Stone (edizione 2012).

## Descrizione
La foto per la copertina dell'album fu realizzata a South Stack, un isolotto al largo di Holy Island, nella contea di Anglesey (Galles nord-occidentale).

## Tracce

### LP
Lato A
1. Love Is the Drug – 4:05 (Bryan Ferry, Andrew Mackay)
2. End of the Line – 5:14 (Bryan Ferry)
3. Sentimental Fool – 6:11 (Bryan Ferry, Andrew Mackay)
4. Whirlwind – 3:34 (Bryan Ferry, Phil Manzanera)

Lato B
1. She Sells – 3:45 (Bryan Ferry, Edwin Jobson)
2. Could It Happen to Me? – 3:37 (Bryan Ferry)
3. Both Ends Burning – 5:12 (Bryan Ferry)
4. Nightingale – 4:05 (Bryan Ferry, Phil Manzanera)
5. Just Another High – 6:28 (Bryan Ferry)

## Formazione
- Bryan Ferry - voce, tastiere
- Andrew Mackay - oboe, sassofono
- Paul Thompson - batteria
- Phil Manzanera - chitarra
- Edwin Jobson - strumenti a corda, sintetizzatore, tastiere
- John Gustafson - basso

Note aggiuntive
- Chris Thomas - produttore (per la E.G. Records Ltd.)
- Registrazioni effettuate al AIR Studios di Londra (Inghilterra), estate 1975
- Steve Nye - ingegnere delle registrazioni
- Ross Cullum e Michael Sellers - assistenti ingegnere delle registrazione
- Jerry Hall, Bryan Ferry, Graham Hughes, Antony Price, Nicholas de Ville, Bob Bowkett, Celine e Adrianne Hunter - design copertina album[13]

## Classifica
Album
| Anno | Classifica            | Posizione raggiunta |
| ---- | --------------------- | ------------------- |
| 1975 | Official Albums Chart | 4                   |
| 1976 | Billboard 200         | 50                  |

Singoli
| Anno | Titolo del brano  | Classifica             | Posizione raggiunta |
| ---- | ----------------- | ---------------------- | ------------------- |
| 1975 | Love Is the Drug  | Official Singles Chart | 2                   |
| 1975 | Both Ends Burning | Official Singles Chart | 25                  |
| 1976 | Love Is the Drug  | Billboard Hot 100      | 30                  |